# Da Lench Mob
Da Lench Mob est un groupe de hip-hop américain, originaire de Los Angeles, en Californie. Formé en 1990, Da Lench Mob est un trio de rap politique popularisé par leur premier album, Guerillas in tha Mist.

## Biographie
Da Lench Mob, formé par les rappeurs Shorty, J-Dee, and T Bone, se lance initialement en 1990 sur le premier album solo d'Ice Cube, AmeriKKKa's Most Wanted. Avec Ice Cube comme producteur exécutif, Da Lench Mob publie son premier album, Guerillas in tha Mist, en 1992. L'album permet au groupe de se populariser. De par les clips vidéo de titres comme Freedom Got an A.K. et Lost in tha System, l'album se popularise dans la scène hip-hop. Il se classe 22e au Billboard 200 et est certifié disque d'or par la RIAA. En 2004, la chanson-titre, Guerrila in tha Mist, fait partie de la bande originale du jeu vidéo Grand Theft Auto: San Andreas.
En 1993, J-Dee est reconnu coupable et condamné à la prison à vie pour meurtre, puis est licencié de Lench Mob Records. J-Dee clame son innocence. Le rappeur Maulkie (ancien membre du groupe de Ruthless Records, Yomo & Maulkie) remplace J-Dee pour le second album du groupe, Planet of da Apes, publié en 1994. L'album atteint la 81e place du Billboard 200. Le groupe se sépare peu de temps après la publication de leur second opus.

## Discographie
- 1992 : Guerillas in tha Mist
- 1994 : Planet of da Apes